# Cheilosia derasa
Cheilosia derasa är en tvåvingeart som beskrevs av Friedrich Hermann Loew 1857. Cheilosia derasa ingår i släktet örtblomflugor, och familjen blomflugor.
Artens utbredningsområde är Österrike. Inga underarter finns listade i Catalogue of Life.